# Mort Abrahams
Mort Abrahams, né le 26 mars 1916 et mort le 28 mai 2009, est un producteur américain de cinéma et de télévision. Parmi ses crédits figurent neuf épisodes de la série d'espionnage Des agents très spéciaux et, en tant que producteur associé, les films L'Extravagant Docteur Dolittle, La Planète des singes, Goodbye, Mr. Chips et Le Secret de la planète des singes, co-écrivant l'histoire de ce dernier.

## Biographie
Abrahams est le fils d'un courtier en valeurs mobilières,. Son intérêt pour le cinéma lui vient alors qu'il travaille à Bank of America qui lui a demandé de vendre plusieurs films infructueux dans lesquels la banque a investi pour la télévision.  Il commence sa carrière en produisant plusieurs séries de science-fiction : Tom Corbett, Space Cadet (1950–55) et Tales of Tomorrow (1951-53) ;  puis une série d'anthologie pour le General Electric Theatre (1954-1955) avec notamment les acteurs James Dean et Natalie Wood.  
En tant que producteur à Music Corporation of America dans les années 1950, Abrahams est un producteur exécutif sur les émissions de télévision, Suspicion, Kraft Suspense Theatre et GE Theatre animé par Ronald Reagan.
Pour Herbert B. Leonard Prods. et ABC, il a produit la série d'aventure Route 66 en 1962-1963 et Des agents très spéciaux sur le thème de l'espionnage en 1964-1965. De 1969 à 1971, il est vice-président chargé de la production chez Ray Stark's Rastar Prods. Abrahams rejoint la société American Film Theatre en 1972 en tant que cadre ou il supervies la production de huit films - dont The Iceman Cometh de John Frankenheimer et A Delicate Balance avec Katharine Hepburn. 
Dans les années 80, Abrahams travaille sur des téléfilms, dont Separate Tables avec Julie Christie et The Arch of Triumph avec Anthony Hopkins. Il a travaillé en tant que producteur 1986 pour World Media Prods. Il travaille ensuite comme producteur résident pour le Center for Advanced Film and Television à l'AFI de 1989 à 1994.

## Vie privée
Abrahams est marié à son amie de collège Dorothy Abrahams ; ils ont eu deux enfants. Son fils meurt avant lui. Sa fille, Marjie Abrahams, est productrice pour RSA Films.